# Омарский Починок
Омарский Починок — деревня в Мамадышском районе Татарстана. Входит в состав Омарского сельского поселения.

## География
Находится в центральной части Татарстана на расстоянии приблизительно 18 км на юго-запад по прямой от районного центра города Мамадыш у речки Омарка.

## История
Известна с 1652 года как Большой Починок. Принадлежала первоначально Казанскому Архиерейскому дому (до 1764 года).

## Население
Постоянных жителей было: в 1782—354 души мужского пола, в 1859—1044, в 1897—1113, в 1908—1273, в 1920—1301, в 1926—1171, в 1938—765, в 1949—378, в 1958—297, в 1970—267, в 1979—236, в 1989—182, в 2002 году 99 (русские 99 %), в 2010 году 73.